# Egipto en los Juegos Olímpicos de Montreal 1976
Egipto estuvo representado en los Juegos Olímpicos de Montreal 1976 por un total de 26 deportistas masculinos que compitieron en 4 deportes.
El equipo olímpico egipcio no obtuvo ninguna medalla en estos Juegos.